# Machilus grandifolia
Machilus grandifolia är en lagerväxtart som beskrevs av S.K. Lee & F.N. Wei. Machilus grandifolia ingår i släktet Machilus och familjen lagerväxter. Inga underarter finns listade i Catalogue of Life.